# Béres Csaba
Béres Csaba (Székelyhíd, 1975. március 19. –) romániai magyar politikus.

## Élete
A Babeș–Bolyai Tudományegyetemen Kolozsváron szociológus diplomát szerzett 2006-ban. Ösztöndíjjal tanult az Eötvös Loránd Tudományegyetemen, a Szegedi Tudományegyetemen, tudományos konferenciákat szervezett és azokon vett részt.
Több civilszervezetnek – Székelyhídi Magyar Ifjúsági Demokrata Szövetség (MIDESZ), Székelyhídi Ifjúsági Szövetség (SZISZ) Vidéki Ifjúsági Szövetség (VIDIFISZ), Kolozsvári Magyar Diákszövetség (KMDSZ) – volt az elnöke, alelnöke. Bihar és Kolozs megyében civil szférai tevékenysége 1990-ig nyúlik vissza.
2008 júniusa óta Székelyhíd város – az RMDSZ színekben megválasztott – polgármestere.